# Gnathophis neocaledoniensis
Gnathophis neocaledoniensis és una espècie de peix pertanyent a la família dels còngrids.

## Descripció
- Pot arribar a fer 18,5 cm de llargària màxima.
- Nombre de vèrtebres: 142-145.
- 219 radis tous a l'aleta dorsal.
- 160 radis tous a l'aleta anal.
- Les aletes i l'estómac són clars, mentre que el peritoneu és platejat.[3]

## Hàbitat
És un peix marí i batidemersal que viu entre 520 i 580 m de fondària.

## Distribució geogràfica
Es troba al Pacífic occidental: Nova Caledònia.

## Observacions
És inofensiu per als humans.